# Rogério Dutra da Silva
Rogério Dutra da Silva (* 5. Februar 1984 in São Paulo) ist ein ehemaliger brasilianischer Tennisspieler.

## Karriere
Dutra da Silva konnte vor allem auf der Challenger Tour Erfolge feiern. So gewann er elfTitel im Einzel sowie vier weitere im Doppel. 2007 feierte er sein Debüt auf der ATP Tour bei dem Turnier in Costa do Sauípe, verlor jedoch in der Auftaktrunde gegen Nicolas Devilder glatt in zwei Sätzen.
Sein Grand-Slam-Debüt gab er 2011 bei den US Open, wo er als Lucky Loser direkt sein erstes Spiel gewinnen konnte. Er profitierte dabei jedoch von der verletzungsbedingten Aufgabe seines irischen Gegners Louk Sorensen. In der zweiten Runde schied Dutra da Silva gegen Alex Bogomolow aus. 2012 gelang ihm bei den French Open die erfolgreiche Qualifikation für ein Grand-Slam-Hauptfeld.
Dutra da Silva wurde 2011 für das Gruppenzonen-Halbfinale gegen Uruguay zum ersten Mal in die brasilianische Davis-Cup-Mannschaft berufen.
2022 gab Dutra da Silva seinen Rücktritt vom Tennissport bekannt. Sein letztes Turnier spielte er in Rio im Februar des Jahres.

## Erfolge
| Legende (Anzahl der Siege)  |
| Grand Slam                  |
| ATP World Tour Finals       |
| ATP World Tour Masters 1000 |
| ATP World Tour 500          |
| ATP World Tour 250 (1)      |
| ATP Challenger Tour (15)    |

| ATP-Titel nach Belag |
| Hartplatz (0)        |
| Sand (1)             |
| Rasen (0)            |

### Einzel

#### Turniersiege
| Nr. | Datum              | Turnier           | Belag     | Finalgegner        | Ergebnis       |
| --- | ------------------ | ----------------- | --------- | ------------------ | -------------- |
| 1.  | 19. September 2010 | Belo Horizonte    | Hartplatz | Facundo Argüello   | 6:4, 6:3       |
| 2.  | 6. August 2011     | Campos do Jordão  | Hartplatz | Izak van der Merwe | 6:4, 6:75, 6:3 |
| 3.  | 8. Juli 2012       | Panama-Stadt (1)  | Sand      | Peter Polansky     | 6:3, 6:0       |
| 4.  | 14. April 2013     | Itajaí            | Sand      | Jozef Kovalík      | 4:6, 6:3, 6:1  |
| 5.  | 20. April 2014     | São Paulo         | Sand      | Blaž Rola          | 6:4, 6:2       |
| 6.  | 16. August 2015    | Prag              | Sand      | Radu Albot         | 6:2, 6:75, 6:4 |
| 7.  | 25. Oktober 2015   | Santiago de Chile | Sand      | Horacio Zeballos   | 7:5, 3:6, 7:5  |
| 8.  | 15. Mai 2016       | Bordeaux          | Sand      | Björn Fratangelo   | 6:3, 6:1       |
| 9.  | 11. März 2017      | Santiago de Chile | Sand      | Nicolás Jarry      | 7:5, 6:3       |
| 10. | 9. April 2017      | Panama-Stadt (2)  | Sand      | Peđa Krstin        | 6:2, 6:4       |
| 11. | 6. Januar 2019     | Playford City     | Hartplatz | Mats Moraing       | 6:3, 6:2       |

### Doppel

#### Turniersiege

##### ATP World Tour
| Nr. | Datum        | Turnier   | Belag | Partner  | Finalgegner                      | Ergebnis          |
| --- | ------------ | --------- | ----- | -------- | -------------------------------- | ----------------- |
| 1.  | 5. März 2017 | São Paulo | Sand  | André Sá | Marcus Daniell Marcelo Demoliner | 7:65, 5:7, [10:7] |

##### ATP Challenger Tour
| Nr. | Datum            | Turnier          | Belag     | Partner        | Finalgegner                      | Ergebnis         |
| --- | ---------------- | ---------------- | --------- | -------------- | -------------------------------- | ---------------- |
| 1.  | 8. Oktober 2006  | Quito            | Sand      | Marcelo Melo   | Pablo Cuevas Horacio Zeballos    | 6:3, 6:4         |
| 2.  | 12. Oktober 2008 | Florianópolis II | Sand      | Júlio Silva    | Ricardo Hocevar André Miele      | 3:6, 6:4, [10:4] |
| 3.  | 8. August 2010   | Campos do Jordão | Hartplatz | Júlio Silva    | Vítor Manzini Pedro Zerbini      | 7:63, 6:2        |
| 4.  | 19. Juni 2016    | Perugia          | Sand      | Andrés Molteni | Nicolás Barrientos Fabrício Neis | 7:5, 6:3         |

#### Finalteilnahmen
| Nr. | Datum            | Turnier        | Belag | Partner                 | Finalgegner                     | Ergebnis          |
| --- | ---------------- | -------------- | ----- | ----------------------- | ------------------------------- | ----------------- |
| 1.  | 22. Juli 2012    | Hamburg        | Sand  | Daniel Muñoz de la Nava | David Marrero Fernando Verdasco | 4:6, 3:6          |
| 2.  | 24. Februar 2019 | Rio de Janeiro | Sand  | Thomaz Bellucci         | Máximo González Nicolás Jarry   | 7:63, 3:6, [7:10] |